# 紀元前170年
紀元前170年（きげんぜん170ねん）は、ローマ暦の年である。

## 他の紀年法
- 干支 : 辛未
- 日本
  - 孝元天皇45年
  - 皇紀491年
- 中国
  - 前漢 : 文帝10年
- 朝鮮
  - 檀紀2164年
- 仏滅紀元 : 375年
- ユダヤ暦 : 3591年 - 3592年

## できごと

### ギリシア
- マケドニア王国国王ペルセウスは、テッサリアでアウルス・ホスティリウス・マニシウスに率いられたローマ帝国の軍を撃退した。その間にトラキアの都市アブデラは、ローマ帝国とペルガモン王国の軍に略奪された。

### エジプト
- 幼い王プトレマイオス6世の後見人がコイレ・シリアのエジプト支配下への復帰を要請すると、セレウコス朝の王アンティオコス4世はエジプトへの先制攻撃を決意し、アレクサンドリア以外の全てを征服した。彼はまたプトレマイオス6世も捕虜にした。
- アンティオコス4世は、プトレマイオス6世によるエジプト支配の継続を認めたが、彼の操り人形としてだった。彼は、彼の侵略に対してのローマ帝国からの反応を最小限に抑えるためにこのようなことを行った。アンティオコス4世はその後パレスチナの動乱を沈めるためにエジプトを発ったが、エジプトはペルシウムの強力な守備隊に守られた。
- アンティオコス4世が国を空けている間に、アレクサンドリア市民はプトレマイオス6世の弟であるプトレマイオス8世を王に選んだ。プトレマイオス兄弟は、姉妹のクレオパトラ2世とともにエジプトを共同で統治することに合意し、コエレ・シリアを侵略した。

### セレウコス朝
- 追放されたユダヤ教司祭のジェイソンは、2年前に失った司祭の地位を主張し続けていた。アンティオコス4世がエジプトに対して戦争を起こすと、彼はエルサレムの導師の地位につき、彼を追放した司祭に対して兵を起こした。

### バクトリア
- この頃、バクトリアに対して反乱を起こしたエウクラティデス1世は、アンティマコス1世の失脚に伴ってグレコ・バクトリア王国の王の地位を手に入れた。

## 誕生
- ディオニュシオス・トラクス、古代ギリシアの文法学者（* 紀元前90年）
- ルキウス・アッキウス (en:Lucius Accius)、ローマの悲劇詩人、学者（* 紀元前86年）